# Four Sea Interludes
Four Sea Interludes (Op. 33a) est une suite orchestrale du compositeur britannique Benjamin Britten qui fut écrite  en 1944 pour orchestre à partir des interludes de son opéra à succès Peter Grimes.

## Historique
Benjamin Britten avait décidé d'extraire les interludes de Peter Grimes pour en faire une suite orchestrale avant la première de l'opéra le 7 juin 1945 au Sadler's Wells Theatre. Il les publie donc sous un numéro d'opus séparé 33a, ainsi que Passacaglia (Op. 33b)  et en donne la première individuelle le 3 avril 1946 par le National Symphony Orchestra sous la direction de Hans Kindler.

## Structure
Four Sea Interludes est composé de quatre mouvements : 
1. Dawn (environ 4 minutes)
2. Sunday Morning (environ 4 minutes)
3. Moonlight (environ 4 minutes)
4. Storm (environ 4 minutes et 30 secondes)

Son exécution dure environ 17 minutes.

## Instrumentation
Cette suite est composée pour un grand orchestre symphonique. Il faut :
- 2 flûtes (jouant toutes les deux du piccolo), 2 hautbois, 2 clarinettes (la seconde jouant également de la clarinette en mi bémol), 2 bassons, contrebasson
- 4 cors, 3 trompettes, 3 trombone, tuba
- timbales, gong, cloches, xylophone, cymbales
- harpe
- cordes

## Discographie
- Britten : Four Sea Interludes, Passacaglia (+ Bridge : The Sea ; Bax : On The Sea Shore) Ulster Orchestra, dir. Vernon Handley, Chandos, 1986